# Lotus 16
Lotus 16 – samochód wyścigowy zaprojektowany przez Colina Chapmana i używany w wyścigach Formuły 1 i Formuły 2.

## Historia
Pierwszy jednomiejscowy samochód Lotusa, model 12, nie był konkurencyjny w Formule 1. W związku z tym w 1958 roku Lotus wyprodukował drugi samochód jednomiejscowy – model 16. W modelu tym zostały użyte niektóre rozwiązania techniczne stosowane w samochodach Vanwall, nad którymi pracował Chapman w 1956 roku, stąd też Lotus 16 jest czasami nazywany "mini Vanwallem". Lotus 16 był bardzo niskim samochodem, skonstruowanym wokół konwencjonalnej stalowej kratownicy przestrzennej i niezależnego zawieszenia. Tylne zawieszenie zawierało tzw. goleń Chapmana, zastosowaną po raz pierwszy w Lotusie 12. W modelu zastosowano silniki Coventry Climax FPF R4 o różnych pojemnościach. Tylko jeden z ośmiu modeli był w pełni zgodny w regulacjami Formuły 1. Był on wyposażony w silnik 2,5 litra, umieszczony pod długą maską.
Samochód nie odnosił dobrych wyników (najlepszym rezultatem było czwarte miejsce Innesa Irelanda w Grand Prix Holandii 1959) i w 1960 roku został zastąpiony Lotusem 18.

## Wyniki w Formule 1
| Legenda oznaczeń w tabelach wyników Wyświetl szablon na nowej stronie | Legenda oznaczeń w tabelach wyników Wyświetl szablon na nowej stronie                                                                     |
| Oznaczenie                                                            | Wyjaśnienie |
| --------------------------------------------------------------------- | --- |
| Złoty                                                                 | Zwycięzca lub mistrzostwo |
| Srebrny                                                               | 2. miejsce lub wicemistrzostwo |
| Brązowy                                                               | 3. miejsce lub II wicemistrzostwo |
| Zielony                                                               | Ukończył, punktował (w klasyfikacji generalnej, gdy zdobył co najmniej jeden punkt na przestrzeni sezonu, poza trzema powyższymi opcjami) |
| Niebieski                                                             | Ukończył, nie punktował (w klasyfikacji generalnej, gdy nie zdobył co najmniej jednego punktu na przestrzeni sezonu)                      |
| Czerwony                                                              | Nie zakwalifikował się (NZ) |
| Czerwony                                                              | Nie prekwalifikował się (NPK) |
| Różowy                                                                | Nie ukończył (NU) |
| Różowy                                                                | Niesklasyfikowany (NS) (w klasyfikacji generalnej, gdy nie został sklasyfikowany w żadnym wyścigu sezonu)                                 |
| Czarny                                                                | Zdyskwalifikowany (DK) |
| Czarny                                                                | Wykluczony (WYK/EX) |
| Biały                                                                 | Nie wystartował (NW) |
| Biały                                                                 | Kontuzjowany (K/INJ) |
| Biały                                                                 | Wyścig odwołany (OD/C) |
| Bez koloru                                                            | Został wycofany (WYC/WD) |
| Bez koloru                                                            | Nie przybył (NP/DNA) |
| Bez koloru                                                            | Nie brał udziału w treningach (NT/DNP) |
| Bez koloru                                                            | Nie został zgłoszony (–) |
| Pogrubienie                                                           | Start z pole position |
| Kursywa                                                               | Najszybsze okrążenie wyścigu |
| †                                                                     | Nie ukończył, ale jego rezultat został zaliczony ze względu na przejechanie więcej niż 90% dystansu wyścigu.                              |
| *                                                                     | Sezon w trakcie |
| 1/2/3                                                                 | Punktowana pozycja w sprincie kwalifikacyjnym                                                                                             |
| Lista systemów punktacji Formuły 1                                    | |

| Rok  | Zespół                     | Silnik    | Opony | Kierowcy                  | 1   | 2   | 3   | 4   | 5   | 6   | 7   | 8   | 9   | 10  | 11  | Pts.   | WCC |
| ---- | -------------------------- | --------- | ----- | ------------------------- | --- | --- | --- | --- | --- | --- | --- | --- | --- | --- | --- | ------ | --- |
| 1958 | Team Lotus                 | Climax R4 | D     |                           | ARG | MCO | NLD | 500 | BEL | FRA | GBR | DEU | PRT | ITA | MOR | 0 (3)  | 6   |
| 1958 | Team Lotus                 | Climax R4 | D     | Graham Hill               |     |     |     |     |     | NU  | NU  | NU  | NU  | 6   | 16  | 0 (3)  | 6   |
| 1958 | Team Lotus                 | Climax R4 | D     | Alan Stacey               |     |     |     |     |     |     | NU  |     |     |     |     | 0 (3)  | 6   |
| 1958 | Team Lotus                 | Climax R4 | D     | Cliff Allison             |     |     |     |     |     |     |     | 10  |     |     |     | 0 (3)  | 6   |
| 1959 | Team Lotus                 | Climax R4 | D     |                           | MCO | 500 | NLD | FRA | GBR | DEU | PRT | ITA | USA |     |     | 5      | 4   |
| 1959 | Team Lotus                 | Climax R4 | D     | Graham Hill               | NU  |     | 7   | NU  | 9   | NU  | NU  | NU  |     |     |     | 5      | 4   |
| 1959 | Team Lotus                 | Climax R4 | D     | Pete Lovely               | NZ  |     |     |     |     |     |     |     |     |     |     | 5      | 4   |
| 1959 | Team Lotus                 | Climax R4 | D     | Innes Ireland             |     |     | 4   | NU  |     | NU  | NU  | NU  | 5   |     |     | 5      | 4   |
| 1959 | Team Lotus                 | Climax R4 | D     | Alan Stacey               |     |     |     |     | 8   |     |     |     | NU  |     |     | 5      | 4   |
| 1959 | John Fisher                | Climax R4 | D     | Bruce Halford             | NU  |     |     |     |     |     |     |     |     |     |     | 5      | 4   |
| 1959 | Dorchester Service Station | Climax R4 | D     | David Piper               |     |     |     |     | NU  |     |     |     |     |     |     | 5      | 4   |
| 1960 | Team Lotus                 | Climax R4 | D     |                           | ARG | MCO | 500 | NLD | BEL | FRA | GBR | PRT | ITA | USA |     | 0 (34) | 2   |
| 1960 | Team Lotus                 | Climax R4 | D     | Alan Stacey               | NU  |     |     |     |     |     |     |     |     |     |     | 0 (34) | 2   |
| 1960 | Team Lotus                 | Climax R4 | D     | Alberto Rodriguez Larreta | 9   |     |     |     |     |     |     |     |     |     |     | 0 (34) | 2   |
| 1960 | Robert Bodle Ltd.          | Climax R4 | D     | David Piper               |     |     |     |     |     | NU  | 12  |     |     |     |     | 0 (34) | 2   |